# Norbert Klusak
Norbert Klusak (* 1936; † 27. Februar 1986) war ein deutscher Jurist, Beamter und vom 1. April 1980 bis zu seinem Tod Vizepräsident des Bundesnachrichtendienstes (BND).

## Leben
Klusak war ab 1965 im Bundesministerium des Innern in Bonn für Fragen der Polizei und das Waffenrecht zuständig. 1975 wechselte er ins Bundesamt für Verfassungsschutz in Köln. Dort war er zuletzt Abteilungsleiter und unter anderem für die Zusammenarbeit mit ausländischen Nachrichtendiensten zuständig.
Als Vizepräsident des Bundesnachrichtendienstes trat Klusak am 1. April 1980 die Nachfolge von Dieter Blötz an, der in den einstweiligen Ruhestand versetzt worden war, und diente unter dem BND-Präsidenten Klaus Kinkel. Dieser schlug Klusak bei seinem Weggang Ende 1982 als sein Nachfolger als Präsidenten vor, jedoch wurde Eberhard Blum zum neuen Behördenleiter ernannt.
Klusak verstarb am 27. Februar 1986. Im Folgemonat trat Paul Münstermann die Nachfolge von Klusak als Vizepräsident an.

## Veröffentlichungen
- Norbert Klusak: Das Waffenrecht des Bundes und der Länder. 2. Aufl., I. Teil. In: Juristenzeitung. Band 25, Nr. 17, 1970, S. 559–560.